# Paranisentomon
Paranisentomon es un género de Protura en la familia Eosentomidae.

## Especies
- Paranisentomon krybetes Zhang & Yin, 1984
- Paranisentomon linoculum (Zhang & Yin, 1981)
- Paranisentomon triglobulum (Yin & Zhang, 1982)
- Paranisentomon tuxeni (Imadaté & Yosii, 1959)